# نهر القلب

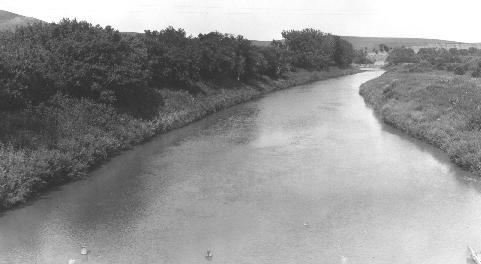
النهر قرب داكوتا عام 1949.

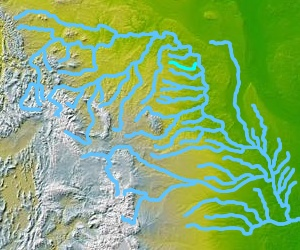
خارطة نهر ميسوري

 نهر القلب أحد روافد نهر ميسوري، يصل طوله لما يقرب من 180 ميل (290 كم) ، يقع في غرب داكوتا الشمالية في الولايات المتحدة.